# Zabłocie (rejon grodzieński)
Zabłocie (biał. Забалоцце, Zabałoccie) – wieś na Białorusi, w obwodzie grodzieńskim, w rejonie grodzieńskim, w sielsowiecie Porzecze.
W latach 1921–1939 Zabłocie należało do gminy Berszty w ówczesnym województwie białostockim.